# Xanthorhoe suffusa
Xanthorhoe suffusa är en fjärilsart som beskrevs av Hann. 1917. Xanthorhoe suffusa ingår i släktet Xanthorhoe och familjen mätare. Inga underarter finns listade i Catalogue of Life.